# 混連珠
混連珠，是1955年日本連珠棋手高崎可真推出的連珠棋變體。

## 棋具
- 十五路連珠棋棋具，惟雙方只有各五十枚棋子。

## 規則
- 黑方先行，輪流下一子。
- 三三、連五、長連為為兩方禁手。
- 組成己棋連四並且任何一端點有敵棋者獲勝[1]。
  - 若下子造成敵方或兩方同時達成勝利條件，則敵方獲勝。
- 百珠滿盤，又無任何玩家達成勝利，則黑方輸掉遊戲。